# Alegeri parlamentare în România, 1992
Alegerile parlamentare din 1992 în România s-au desfășurat la data de 27 septembrie 1992. Din numărul totalul de 16.380.663 alegători, s-au prezentat la vot 12.496.430 (76,29%). Alegerile parlamentare din 1992 s-au desfășurat simultan cu cele prezidențiale din același an.

## Rezultate
Senat. Au fost validate 10.964.818 din cele 12.496.430 exprimate.
Mai jos sunt partidele care au obținut locuri.
- FDSN 3.102.201 (28,29%) voturi, 49 (34,26%) locuri
- CDR 2.210.722 (20,16%) voturi, 34 (23,77%) locuri
- FSN 1.139.033 (10,38%) voturi, 18 (12,58%) locuri
- PUNR 890.410 (8,12%) voturi, 14 (9,79%) locuri
- UDMR 831.469 (7,58%) voturi, 12 (8,39%) locuri
- PRM 422.545 (3,85%) voturi, 6 (4,19%) locuri
- PDAR 362.427 (3,3%) voturi, 5 (3,49%) locuri
- PSM 349.470 (3,18%) voturi, 5 (3,49%) locuri

Numarul total de locuri a fost 143.
Camera Depuțatilor. Au fost validate 10.880.252 din cele 12.496.430 exprimate.
Mai jos sunt partidele care au obținut locuri.
- FDSN 3.015.708 (27.72%) voturi, 117 (35,67%) locuri
- CDR 2.177.144 (20.01%) voturi, 82 (25%) locuri
- FSN 1.108.500 (10.19%) voturi, 43 (13.11%) locuri
- PUNR 839.586 (7.72%) voturi, 30 (9.15%) locuri
- UDMR 811.290 (7.46%) voturi, 27 (8.23%) locuri
- PRM 424.061 (3.89%) voturi, 16 (4.88%) locuri
- PSM 330.378 (3.04%) voturi, 13 (3.96%) locuri

Numărul total de locuri a fost 341.

## Preferințe electorale
Frontul Democrat al Salvării Naționale (FDSN) a obținut cele mai bune scoruri electorale în județele Botoșani (55,97%), Vrancea (50,72%), Teleorman (49,33%), Giurgiu (48,59%), iar cele mai slabe în județele Harghita (2,28%), Mureș (4,03%), Covasna (4,82%) și Cluj (9,22%).
Convenția Democrată Română (CDR) a obținut cele mai bune rezultate în Timiș (42,46%), urmat de municipiul București (32,55%), respectiv județele Caraș-Severin (31,34%) și Arad (29,25%), iar cele mai slabe în județele Harghita (5,57%), Covasna (7,37%), Mureș (7,65%), Botoșani (10,27%) și Vaslui (11,26%).
Frontul Salvării Naționale (FSN) a obținut cele mai bune rezultate în județele Călărași (17,71%), Constanța (17,52%), Neamț (17,29%) și Ialomița (16,98%).